# Notenteridae
Famille
Les Notenteridae sont une famille de vers plats parasites de l'ordre des Fecampiida.

## Liste des genres
Selon la base de données World Register of Marine Species (8 novembre 2023), la famille des Notenteridae possède deux genres :
- Notentera Joffe, Selivanova & Kornakova, 1997, contenant l'unique espèce Notentera ivanovi
- Octopoxenus Gordeev, Biserova, Zhukova & Ekimova, 2022, contenant l'unique espèce Octopoxenus antarcticus

## Systématique
Le nom valide complet (avec auteur) de ce taxon est Notenteridae Joffe (d), Selivanova (d) & Kornakova (d), 1997.